# Amphelictogon pallidipes
Amphelictogon pallidipes är en mångfotingart som beskrevs av Chamberlin 1918. Amphelictogon pallidipes ingår i släktet Amphelictogon och familjen Chelodesmidae. Inga underarter finns listade i Catalogue of Life.